# Damien Williams
Damien Williams (* 3. April 1992 in San Diego, Kalifornien) ist ein US-amerikanischer American-Football-Spieler auf der Position des Runningbacks. Er spielte zuletzt für die Arizona Cardinals in der National Football League (NFL). Mit den Kansas City Chiefs gewann er den Super Bowl LIV. Davor war Williams für die Miami Dolphins, die Chicago Bears und die Atlanta Falcons aktiv.

## Frühe Jahre
Williams spielte Football bereits an der Highschool. Er besuchte die Mira Mesa Senior High School in San Diego in Kalifornien.

## College
Williams spielte von 2012 bis 2013 College Football für die Oklahoma Sooners an der University of Oklahoma in der Big 12 Conference.

Er kam dabei auf insgesamt 1.499 erlaufene Yards, 410 gefangene Yards und 19 Touchdowns.
Nach der Saison 2013 wurde Williams aus dem Team geworfen, nachdem er mehrfach die Teamregeln missachtet hatte.

## NFL

### Miami Dolphins

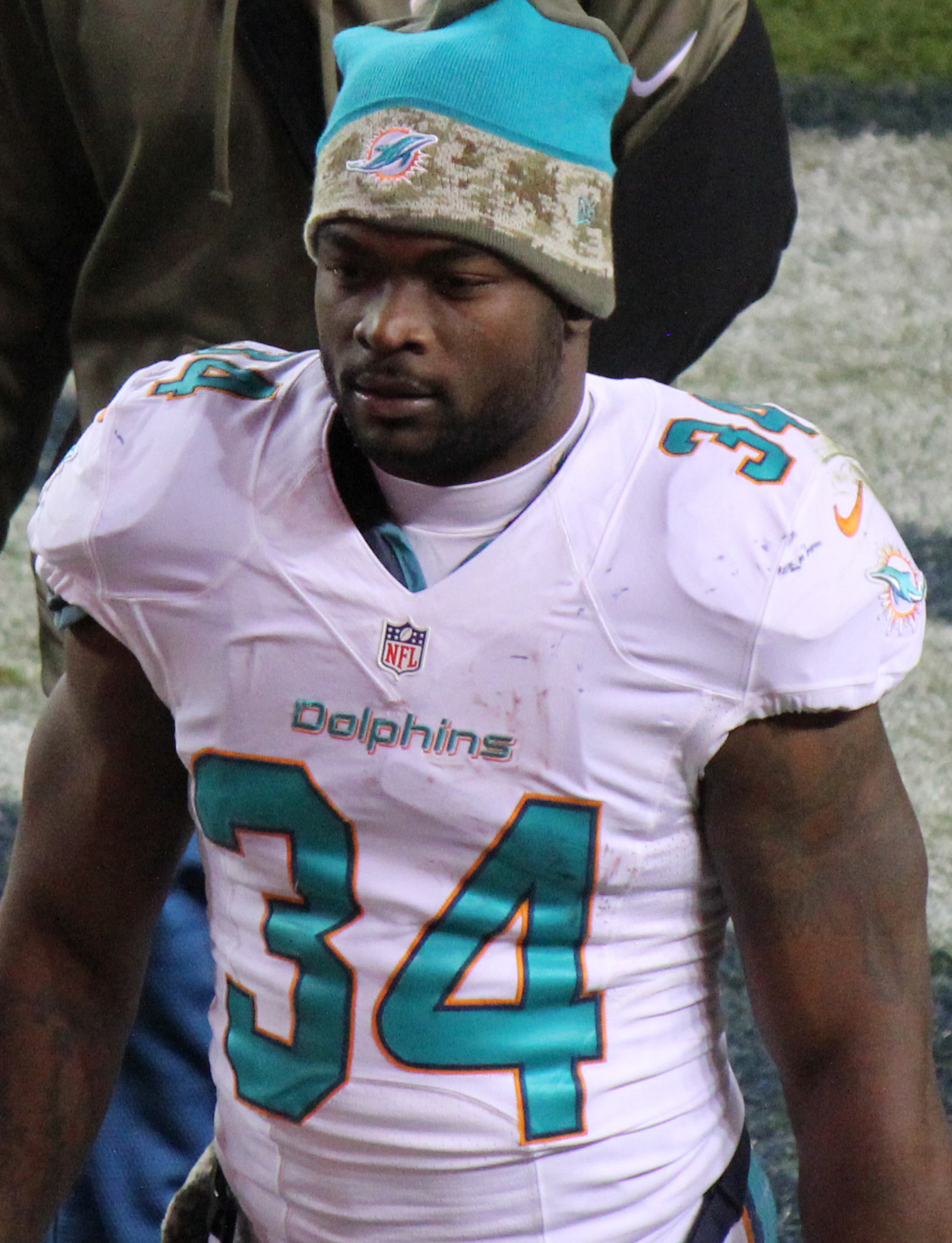
Williams bei den Dolphins (2014)

Nach seinem unrühmlichen Ende und Rauswurf bei den Oklahoma Sooners wurde Williams im NFL Draft 2014 zunächst nicht ausgewählt, konnte aber im Anschluss einen Vertrag bei den Miami Dolphins unterschreiben. In seinem Rookie-Jahr 2014 wurde er im Anschluss hauptsächlich als sogenannter Passing Back eingesetzt.
In den Jahren 2015 bis 2017 wurde Williams bei den Dolphins immer wieder nur sporadisch als Runningback oder Kick Returner eingesetzt, war aber in dieser Zeit immer fester Bestandteil des Teams.

### Kansas City Chiefs
Nach Ende seines Vertrages bei den Dolphins wurde Williams vor der Saison 2018 von den Kansas City Chiefs unter Vertrag genommen.
Nachdem ihm nach dem Rauswurf von Star-Runningback Kareem Hunt in der zweiten Hälfte der Regular Season die Rolle des Starters zugewiesen wurde, konnte Williams noch in der laufenden Spielzeit seinen Vertrag mit den Chiefs um zwei Jahre verlängern. Mit den Chiefs gewann er den Super Bowl LIV, in dem er über 100 Yards Raumgewinn und zwei Touchdowns erzielte. Nach der Saison 2020, die er wegen der COVID-19-Pandemie in den Vereinigten Staaten ausgelassen hatte, entließen die Chiefs Williams.

### Chicago Bears
Im März 2021 unterschrieb Williams einen Einjahresvertrag bei den Chicago Bears.

### Atlanta Falcons
Am 18. März 2022 schloss Williams sich für ein Jahr den Atlanta Falcons an. Er kam nur im ersten Spiel der Saison zum Einsatz und erhielt zweimal den Ball, anschließend fiel er mit einer Rippenverletzung aus. Am 13. Dezember 2022 wurde Williams entlassen, da die anderen Runningbacks der Falcons in seiner Abwesenheit überzeugt hatten.

### Las Vegas Raiders
Am 11. August 2023 nahmen die Las Vegas Raiders Williams unter Vertrag. Vor Saisonbeginn wurde er wieder entlassen.

### Arizona Cardinals
Am 5. Oktober 2023 nahmen die Arizona Cardinals Williams zunächst für ihren Practice Squad unter Vertrag. Er kam in drei Spielen zum Einsatz, bevor er auf die Verletztenliste des Practice Squads gesetzt wurde und sich am 9. November auf eine Vertragsauflösung einigte.

### NFL-Karrierestatistik
| 2014            | Miami Dolphins     | 16  | 0  | 36  | 122  | 3,4 | 19  | 0  | 21  | 187  | 8,9  | 32 | 1  | 5  | 102 | 20,4 | 26 | 0 | 0 | 0 |
| 2015            | Miami Dolphins     | 16  | 0  | 16  | 59   | 3,7 | 19  | 0  | 21  | 142  | 6,8  | 23 | 1  | 21 | 457 | 21,8 | 37 | 0 | 2 | 1 |
| 2016            | Miami Dolphins     | 15  | 0  | 35  | 115  | 3,3 | 23  | 3  | 23  | 249  | 10,8 | 58 | 3  | 2  | 32  | 16,0 | 17 | 0 | 1 | 1 |
| 2017            | Miami Dolphins     | 11  | 4  | 46  | 181  | 3,9 | 69  | 0  | 20  | 155  | 7,8  | 24 | 1  | -  | -   | -    | -  | - | 0 | 0 |
| 2018            | Kansas City Chiefs | 16  | 3  | 50  | 256  | 5,1 | 25  | 4  | 23  | 160  | 7,0  | 32 | 2  | -  | -   | -    | -  | - | 1 | 1 |
| 2019            | Kansas City Chiefs | 11  | 6  | 111 | 498  | 4,5 | 91T | 5  | 30  | 213  | 7,1  | 32 | 2  | -  | -   | -    | -  | - | 1 | 1 |
| 2021            | Chicago Bears      | 12  | 2  | 40  | 164  | 4,1 | 23  | 2  | 16  | 103  | 6,4  | 23 | 1  | -  | -   | -    | -  | - | 0 | 0 |
| 2022            | Atlanta Falcons    | 1   | 1  | 2   | 2    | 1,0 | 2   | 0  | 0   | 0    | –    | 0  | 0  | -  | -   | -    | -  | - | 0 | 0 |
| 2023            | Arizona Cardinals  | 3   | 0  | 11  | 43   | 3,9 | 9   | 0  | 2   | 12   | 6,0  | 8  | 0  | -  | -   | -    | -  | - | 0 | 0 |
| Total           | Total              | 101 | 16 | 347 | 1440 | 4,1 | 91  | 14 | 156 | 1221 | 7,8  | 58 | 11 | 30 | 584 | 19,5 | 37 | 0 | 5 | 4 |
| Quelle: NFL.com |                    |     |    |     |      |     |     |    |     |      |      |    |    |    |     |      |    |   |   |   |